# Пасионисти (конгрегация)
Конгрегация на страстите на Исус Христос (на латински: Congregatio Passionis Iesu Christi) е католическa религиознa институция, основана от Свети Павел от Кръста със специален акцент върху страстите на Исус Христос.

## История на Обществото
Свети Павел от Кръста пише правилата на Конгрегацията през декември 1720 г. и през 1725 г. папа Бенедикт XIII издава разрешение да се образува общество като Павел и брат му, Иван Кръстител, са били ръкоположени от папата по същия повод. Каноничното наименование на обществото, след преразглеждане на конституцията му, одобрени от Светия престол през 1984 г., е „Конгрегацията на страстите на Исус Христос“.
След като са служили за известно време в болницата Свети Галикано в Рим, те напуснат града и с разрешението на папата се преместват в планината Арджентарио, където установяват първия манастир на конгрегацията в малка постница в близост до върха на хълма, до която е прикрепен параклис, посветен на свети Антоний. Малко след това към тях се присъединяват трима последователи, един от които е бил свещеник. Така се ражда тяхното общество.
На 14 септември 1737 г. на Монте Арджентарио тържествено е открит първият манастир, посветен на „Въведение Богородично“. На 15 май 1741 г. папа Бенедикт XIV одобрява Правилника на новото братство. През 1769 г. Климент XIV утвърждава пълни права на Обществото на ниво конгрегация, а не на ниво орден. Обществото има две основни цели: мисионерска работа и пълноценен живот, с опит да се слеят двете.

## Пасионистите в България
Първите мисионери пасионисти тръгват от Рим през 1781 г. Те се установяват и започват своята работа в Северна България. Те подпомагат българските католици с материални средства и в строежа на църкви и енорийски домове. В град Русе изграждат катедрала, посветена на Св. Павел от Кръста, основател на отците пасионисти, както и голяма семинария. След това строят и два колежа – френски и английски.
Епископ Евгений Босилков е последният български епископ пасионист.